# Trésor humain vivant
Les Trésors humains vivants sont des personnes qui possèdent à un haut niveau les connaissances et les savoir-faire nécessaires pour interpréter ou recréer des éléments spécifiques du patrimoine culturel immatériel de l'humanité. Elles sont désignées par leur pays et reconnues par l'UNESCO.

## Présentation
Ce type de distinction a commencé au Japon dans les années 1950 avec la notion de « trésor national vivant du Japon », puis dans d'autres pays,, :
- Europe
  - France : maîtres d'art[4],[5],[6]
  - République tchèque

- Afrique
  - Maroc[7]
  - Nigeria
  - Sénégal

- Asie 
  - Cambodge[8]
  - République de Corée du sud, Living National Treasure (South Korea) (en)
  - Japon, Trésor national vivant du Japon
  - Philippines, National Living Treasure (Philippines) (en)
  - Taïwan[9]
  - Thaïlande, Artiste national de Thaïlande, National Living Treasure (Philippines) (en)

- Océanie
  - Nouvelle-Zélande, Te Waka Toi awards (en)
  - Australie, National Aboriginal & Torres Strait Islander Art Award (en)

- Amérique
  - USA, National Heritage Fellowship (en)
  - Chili[10]

### Autres appellations
Bien que le Canada n'ait pas ratifié la Convention pour la sauvegarde du patrimoine culturel immatériel de 2003, le Conseil québécois du patrimoine vivant a mis en œuvre le programme de Maîtres de traditions vivantes en 2020.

## Personnes nommées Trésor humain vivant
En voici une liste non exhaustive : 
- Doudou N'diaye Rose, en 2006
- Ousmane Sembène, en 2006 par le Sénégal
- Bruce Onobrakpeya, en 2006
- Cristina Calderón, en 2009
- Miss Lizzie Nelson, en 2011 par le Nicaragua
- Dom Dominique Catta, en 2016 par le Sénégal